# Brother & sister
『brother & sister』（ブラザー・アンド・シスター）は、2006年2月22日に発売されたSOPHIAの30枚目のシングル。アルバム『We』の先行シングルで、収録曲が共通する29枚目のシングル『エンドロール』と同時発売された。ジャケットデザインは、サングラスを掛けたピンク髪の若者の写真である。

## 収録曲

### CD（初回限定盤・通常盤共に共通）
1. brother & sister
作詞・作曲:松岡充
2. エンドロール
作詞:松岡充、作曲:豊田和貴
3. brother & sister（instrumental）
4. エンドロール（instrumental）

### DVD（初回限定盤のみ）
- 2004年カウントダウンライブ「三都物語」〈神戸篇〉ライブ映像

1. 青い季節
2. Dancing in the moonlight

## 楽曲の収録アルバム
- ALL SINGLES「A」 (#1)